# Fusillade de Clichy
La fusillade de Clichy est une fusillade ayant eu lieu le 16 mars 1937, durant laquelle des policiers ont ouvert le feu sur des manifestants à Clichy (Seine) en France, faisant six morts et entre 200 et 300 blessés du côté manifestant, et deux morts et près de 255 blessés du côté du service d'ordre policier.

## Contexte
Le Front populaire, coalition des forces de gauche – notamment socialistes, radicaux-socialistes et communistes –, est alors au pouvoir depuis les élections législatives du printemps 1936. Léon Blum, socialiste (SFIO), est le président du Conseil. Des tensions existent entre socialistes et communistes, qui ne participent pas au gouvernement. Un mois avant les événements de Clichy, en février 1937, Léon Blum a décrété la pause dans les réformes.
Le Front populaire est contesté par la droite et l'extrême droite. Les ligues d'extrême droite ont été dissoutes en juin 1936. De nouveaux partis politiques en sont issus. Ainsi, le Parti social français (PSF) du colonel François de La Rocque remplace les Croix-de-Feu. Ce parti est alors dynamique et recrute de nombreux adhérents ; il en revendique alors deux millions. Il constitue de nombreuses sections, y compris dans la banlieue industrielle de Paris. Clichy, au nord-ouest de Paris, est alors une ville industrielle dominée par les partis de gauche : 74 % des voix sont allées à la liste de Front populaire aux dernières élections municipales, en 1935.
La vie politique se caractérise à cette époque par une bipolarisation marquée. Chaque camp voit l'autre camp comme un ennemi et des réunions provoquent des contre-manifestations, des incidents plus ou moins violents et parfois des interdictions, ce qui entraine la protestation des partis de droite qui estiment que la liberté de réunion est mise en cause par le Front populaire. Le PSF a invité ses adhérents à une contre-manifestation à l'occasion d'un meeting communiste à Paris le 4 octobre 1936, donnant lieu à des incidents,. Ce parti est perçu par les forces de gauche, qui se sont rassemblées par antifascisme, comme un parti fasciste menaçant la République et la démocratie, et comme la reconstitution illégale d'une ligue d'extrême droite factieuse dissoute. Le PSF de La Rocque joue cependant alors la carte du légalisme républicain.

## Déroulement

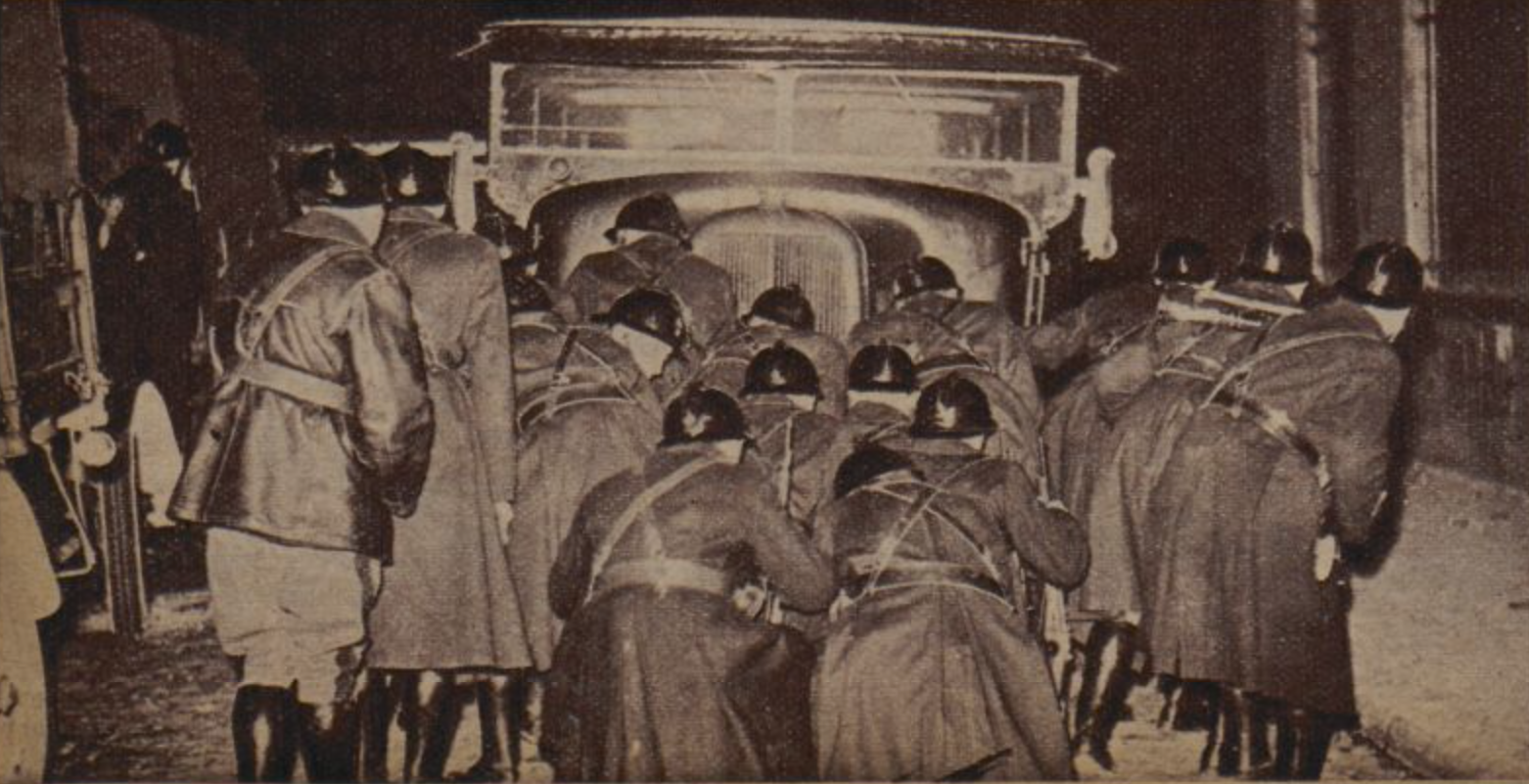
Les gardes mobiles massés, derrière un car, l'arme à la main dans Regards du 25 mars 1937.

Le 16 mars 1937, le PSF décide d'organiser une réunion privée à Clichy, ville de la banlieue ouvrière parisienne dominée par la gauche. Le gouvernement de Front populaire, violemment accusé par la presse conservatrice de brimer l’opposition, se refuse à l’interdire. La réunion en question n'est qu'une séance de cinéma et de bienfaisance à destination des membres et des sympathisants de la section locale du PSF.
À l’appel de Charles Auffray, le maire SFIO de Clichy, du conseiller général de la Seine et premier adjoint Maurice Naile, communiste, et du député de la Seine, également communiste, Maurice Honel, annonçant faussement la venue de La Rocque, une contre-manifestation de gauche est organisée,. Deux affiches invitent la population à se rassembler devant l'hôtel de ville, à proximité du cinéma. Celle cosignée par les élus annonce :

« Le colonel comte Casimir [faux prénom de La Rocque, utilisé par les gauches] de La Rocque, agent des 200 familles et des trusts, peut-il impunément émettre la prétention d'occuper Clichy, où il veut tenir une réunion le 16 mars au cinéma Olympia. Nous répondons : non. Nous prenons nos responsabilités et nous les prenons entièrement : contre le fascisme, pour le pain, pour la liberté, pour la paix [slogan du Front populaire de 1936]. Le maire, le conseiller général, le député de la circonscription invitent la population laborieuse (...), tous les républicains, tous les démocrates, à se rassembler le mardi 16 mars dès 19 heures, à la mairie de Clichy, afin de montrer massivement aux ennemis du peuple que la place des représentants du capital et du fascisme international, est ailleurs qu'au centre d'une ville qui entend vivre libre. »

Le préfet de police Roger Langeron autorise un défilé et les forces de l'ordre sont mobilisées pour protéger la réunion, et partant, la liberté de réunion. Le cortège s'éloigne du cinéma dans un premier temps mais des incidents, à l'origine mal déterminée, mettent aux prises contre-manifestants et forces de l'ordre tandis que les membres du PSF sont exfiltrés du cinéma. 
Des premiers coups de feu sont tirés. La foule les entendant se presse vers le lieu de l'incident et prend à partie les renforts de police, qui ouvrent le feu contre les contre-manifestants, dans une confusion certaine,.

## Victimes et blessés
Le bilan est de six morts et de 300 blessés du côté des manifestants, dont 48 par arme à feu,,.
| Portrait          | Prénom, Nom                   | Âge    | Groupement       | Commentaires |
| ----------------- | ----------------------------- | ------ | ---------------- | --- |
| René Chrétien     | René Chrétien                 | 34 ans | Parti communiste | Livreur. |
| Émile Mahé        | Émile Mahé                    | 33 ans | Parti communiste | Couvreur. |
| HVictor Maegerman | Victor Maegerman              | 21 ans | Parti communiste | Couvreur, blessé d'une balle au ventre et de coups de crosses dans le dos, sur la place de la mairie de Clichy. |
| Arthur Lepers     | Arthur Lepers                 | 30 ans | Parti communiste | Melleteur de profession.                                                                                        |
| Marcel Cerruti    | Marcel Cerruti                | 23 ans | Parti communiste | Mécanicien. |
| Solange de Mangel | Solange de Mangel ou Demangel | 37 ans | SFIO             | Lingère décédée le 1er mai 1937, elle militait dans la tendance « Gauche révolutionnaire »,.                    |

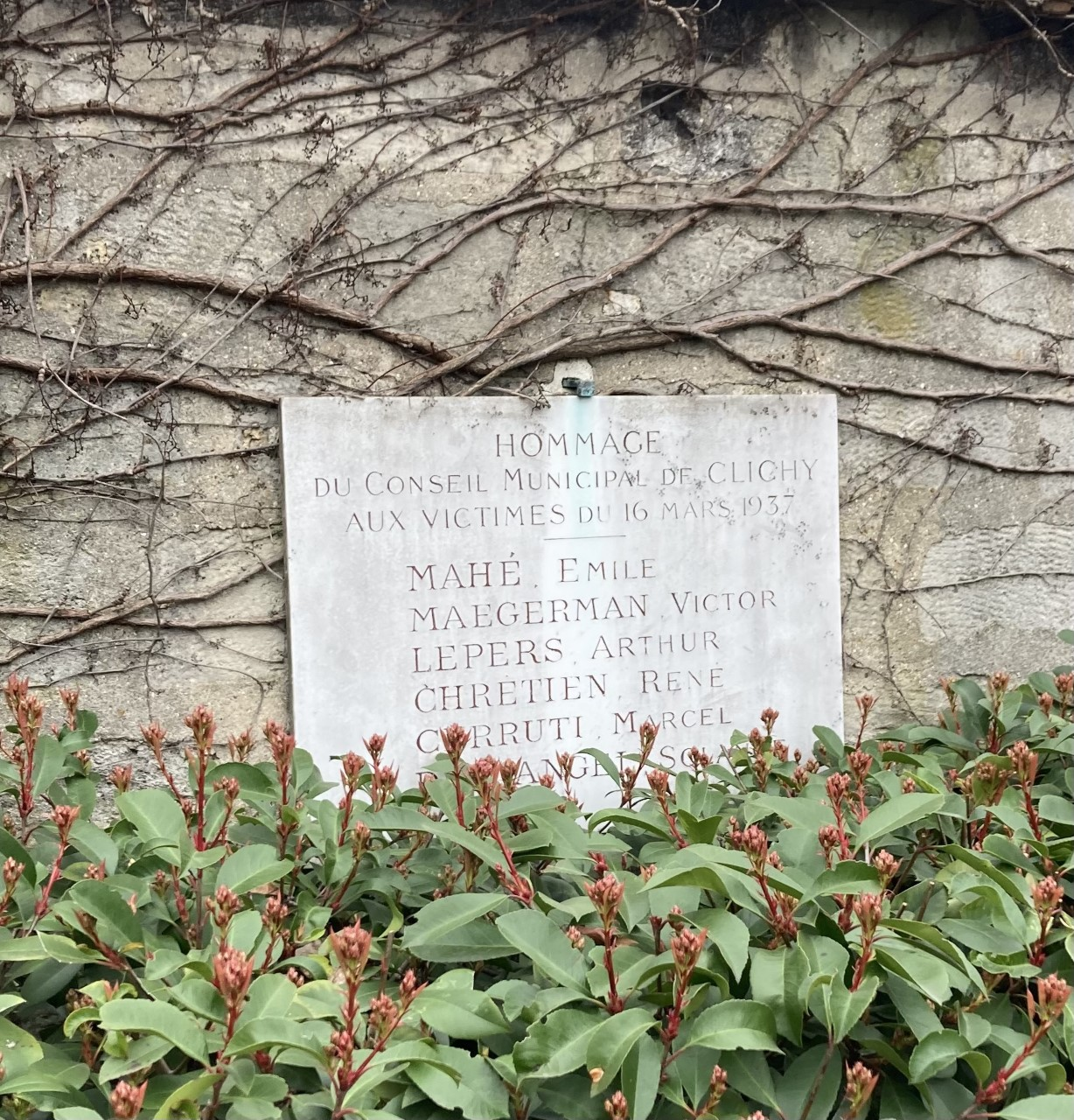
Plaque en hommage aux victimes, au cimetière Sud de Clichy.

On relève 255 blessés parmi les forces de l’ordre. Le gardien de la paix Auguste Meunier, atteint au foie par un morceau de fonte, meurt le 11 mai. Blessé, le garde mobile Jean Lamaison décède des suites de ses blessures 7 ans plus tard en décembre 1944. Au total, la fusillade fait huit morts, dont cinq hommes tués sur le coup.
Le ministre de l'Intérieur, Marx Dormoy, arrive sur place dans la soirée, aux côtés du préfet de police et d'André Blumel, directeur de cabinet du président du Conseil, Léon Blum. Il est accueilli par des cris hostiles. Blumel, atteint par deux balles, figure parmi les blessés. Le dirigeant communiste Maurice Thorez vient également plus tard ; il ne prend pas la parole. Jean Lacouture dans sa biographie du président du Conseil socialiste rappelle que Blum qui assistait à un concert à l'opéra, arrive sans se changer, en tenue de soirée, au chevet des agonisants, ce qui fait les délices des caricaturistes.

## Interprétations

### Réactions des contemporains

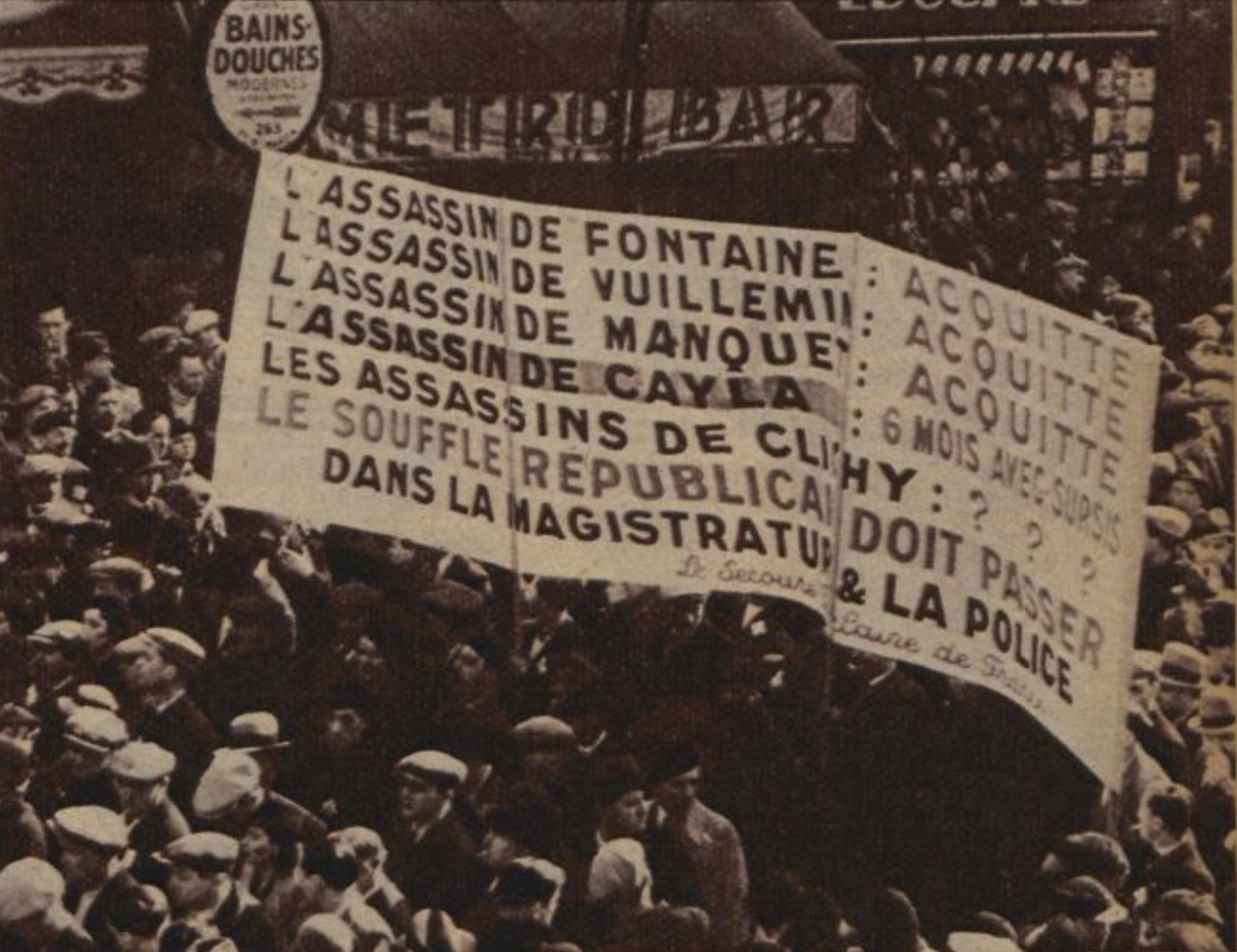
Banderole lors des obsèques des victimes manifestantes le 19 mars 1937 dans Regards du 25 mars 1937.

Marx Dormoy offre sa démission mais Léon Blum ne l'accepte pas. À son tour, Blum songe un temps à démissionner, mais son entourage l'en dissuade.
Les analystes politiques de l'époque voient en général dans la fusillade une tentative délibérée du PCF de renforcer la dépendance de Blum vis-à-vis des communistes et d'interrompre l'évolution du Front populaire vers une ligne plus modérée et les deux camps antagonistes, droite et gauche, exploitant l'affaire, évoquent chacun une machination, soit communiste, soit d'extrême droite.
Le journal communiste, L'Humanité, accuse des chefs de la police, dénonce le refus de l'interdiction de la réunion « fasciste » et proclame la nécessité de la « dissolution des ligues fascistes » [en réalité des partis politiques comme le PSF] et de l'arrestation de La Rocque et Jacques Doriot, dirigeant du Parti populaire français (PPF), pourtant étranger à la réunion. Les communistes tiennent un meeting au Vélodrome d'Hiver, réunissant des milliers de personnes, quelques jours plus tard, pour protester contre la fusillade, réclamer la dissolution des « ligues » et l'épuration de la police. Le journal socialiste, Le Populaire, titre : « une odieuse provocation des ex-Croix-de-feu fait couler le sang à Clichy ».
Le bilan mortel est reproché au ministre de l'intérieur socialiste Marx Dormoy, notamment à l'extrême gauche par les trotskistes et les anarchistes et, de l'autre côté du spectre politique, par l'extrême droite maurrassienne, notamment le journal L’Insurgé. Le caricaturiste Ralph Soupault y dessine Léon Blum, les vêtements ensanglantés, déclarant : « Qui donc disait que je n'avais pas de sang français ? ». Le journal est saisi[réf. à confirmer].
D'autres journaux, d'extrême droite comme Je suis partout ou L'Émancipation nationale (organe du PPF), de droite comme L'Écho de Paris, accusent les communistes qui auraient voulu et préparé l'incident et dénoncent le titre du quotidien socialiste. L'Action française s'en prend au « juif » Blum, au Front populaire et aux communistes. 
La Rocque affirme la « totale innocence » du PSF, renvoie la responsabilité du drame sur le gouvernement, évoque un « complot fomenté de longue main par les éléments extrémistes du Front populaire » et appelle « les gens de bonne foi du Front populaire » à se séparer des « bandits » qui les débordent. Au conseil général du département de la Seine, le préfet de police Roger Langeron, répondant aux élus de droite, souligne qu'une partie du cortège n'a pas suivi les instructions et que la police a tiré sans ordres, en état de légitime défense.
Blum condamne l'initiative des élus du Front populaire de Clichy, vient au secours de son ministre et parvient à calmer la situation en recevant les communistes Maurice Thorez et Jacques Duclos.

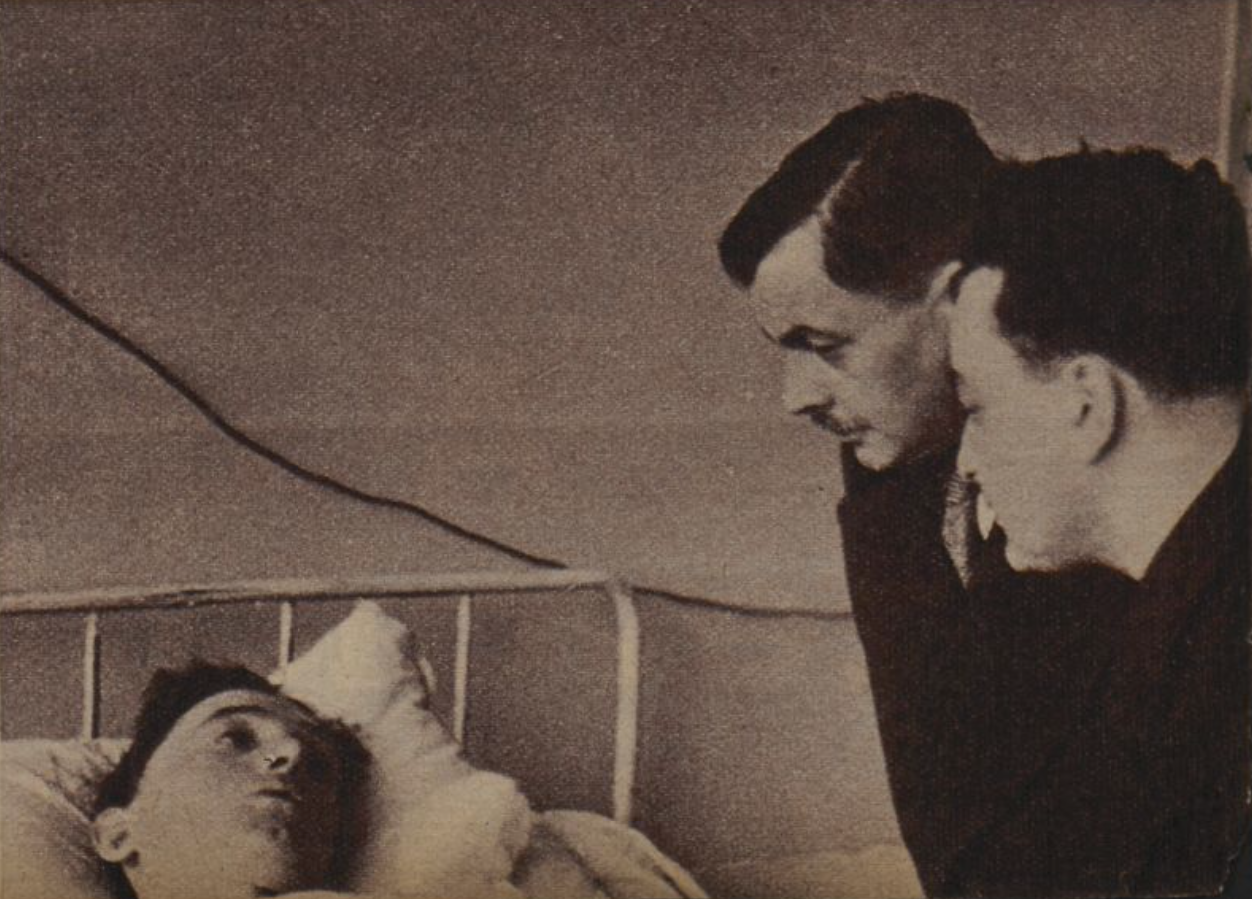
Maurice Honel, député de Clichy-Levalllois et Charles Auffray, maire de Clichy, au chevet d'un des blessés dans Regards du 25 mars 1937.

Une enquête administrative est alors diligentée pour faire la lumière sur les responsabilités des forces de police mais elle ne débouche que sur un rapport d'un inspecteur général du ministère de l'intérieur,. Sept manifestants ont été arrêtés et inculpés pour port d'arme prohibée (mais ils n'avaient pas d'armes à feu). Le gouvernement fait aussi clore en hâte l'instruction visant le PSF pour reconstitution de ligue dissoute. Ce parti n'est finalement pas dissous. Le ministre de l'intérieur présente les résultats de l'enquête administrative au conseil national de son parti le mois suivant.
La fusillade entraine directement une demi-journée de grève dans la région parisienne, le 18 mars, à l'appel de la Confédération générale du travail (CGT),. La fusillade et cette grève avivent l'anticommunisme.
Le 21 mars, les obsèques des cinq victimes ouvrières s'accompagnent d'un défilé très suivi – un million d'hommes et de femmes selon Le Populaire et L'Humanité –, à l'appel des organisations du Front populaire. Le cortège va du siège parisien de la CGT à Clichy. Des discours sont tenus par Léon Jouhaux, dirigeant de la CGT, Maurice Thorez, le dirigeant du PCF, Jean-Baptiste Séverac (au nom de la SFIO), Charles Auffray et Ernest Perney, président de la fédération de la Seine du parti radical-socialiste,. L'immense défilé est le quatrième et dernier grand défilé du Front populaire, après ceux des 14 juin et 14 juillet 1936, célébrant la victoire électorale de la coalition des gauches, et celui organisé pour les obsèques du ministre socialiste de l'Intérieur Roger Salengro en novembre 1936. Le cortège est l'occasion de célébrer les valeurs du Front populaire.
Le Populaire voit dans l'immense cortège l'union réaffirmée des partis du Front populaire. L'Humanité y voit « la manifestation éclatante de la puissance du Front populaire » et Maurice Thorez tient un discours antifasciste.

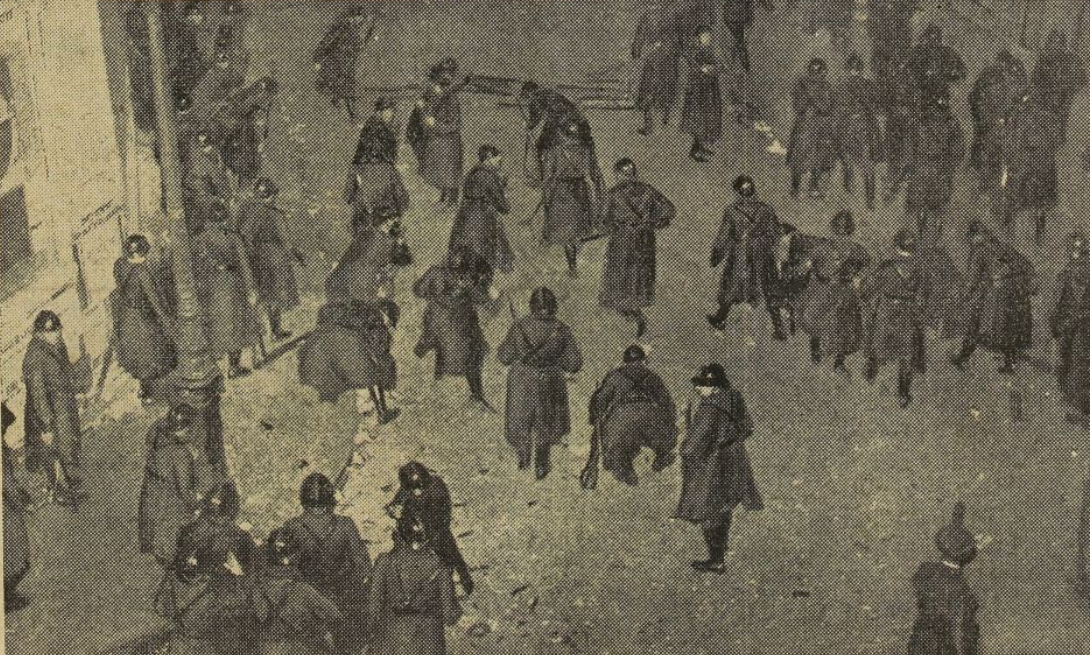
Une charge des gardes mobiles, qui relancent les pierres reçues des manifestants dans Excelsior du 17 mars 1937.

La fusillade attise cependant les désaccords et tensions à gauche, notamment entre la majorité de la SFIO et la tendance de Marceau Pivert, dont les chemins finiront par diverger. Une des victimes de la fusillade était en effet une militante socialiste du courant pivertiste, Solange Demangel, qui meurt des suites de ses blessures. Le gouvernement de Front populaire s'aliène une partie de la gauche la plus radicale. Par ailleurs, la fusillade de Clichy sonne le glas des espoirs de certains radicaux de pouvoir maintenir le Front populaire. Un journal radical de Toulouse, de gauche, La Dépêche, critique les communistes, souligne que des personnalités de gauche comme Eugène Frot ou César Campinchi, président du groupe radical-socialiste à la Chambre des députés, ont critiqué l'attitude des communistes lors d'une réunion des gauches au Parlement et dénonce la « politique à double face, à double but » du PCF. Les radicaux se disent surtout attachés à l'ordre et aux libertés publiques mais se divisent sur la question du PSF que certains voudraient interdire sans délai. Des personnalités de la gauche modérée comme Henri Guernut plaident pour le respect de la liberté de réunion.

Trois thèses s'affrontent à la Chambre des députés le 23 mars lors du débat sur la fusillade. Le gouvernement est notamment interpellé par Jacques Poitou-Duplessy, Jean-Louis Tixier-Vignancour et Jean Ybarnégaray. Ces élus de droite estiment que les organisations du Front populaire, et surtout les communistes, sont responsables de la fusillade. Léon Blum évoque quant à lui un « tragique accident » et considère que les forces de droite sont responsables du fait de l'agitation qu'elles provoquent depuis trois ans. Blum et des députés de gauche désavouent l'initiative prise à Clichy mais plaident le complot. Ces députés, notamment Jacques Duclos, communiste, accusent à la fois le PSF et des éléments policiers cherchant à disloquer et à mettre fin au Front populaire,. C'est le député Jean Ybarnégaray, du PSF, qui interpelle le gouvernement au sujet de la responsabilité du sang versé. Il dénonce « l'abominable campagne de provocations et de mensonges » visant son parti, affirme son « adhésion sans réserve au régime républicain » et met en cause les communistes. Blum répond aux interpellations en soulignant le caractère « disproportionné » de l'appel à manifester contre la réunion du PSF, « inoffensive et presque familiale », jugeant même que l'appel était « une erreur » car « la République n'est pas en péril » : 

« Je rappelle à mes amis que cette force [de la réaction populaire] qui peut être, un jour, salutaire et nécessaire, on l'use quand on y fait imprudemment appel et surtout quand on l'applique à des dangers soit exagérés soit imaginaires (...). »

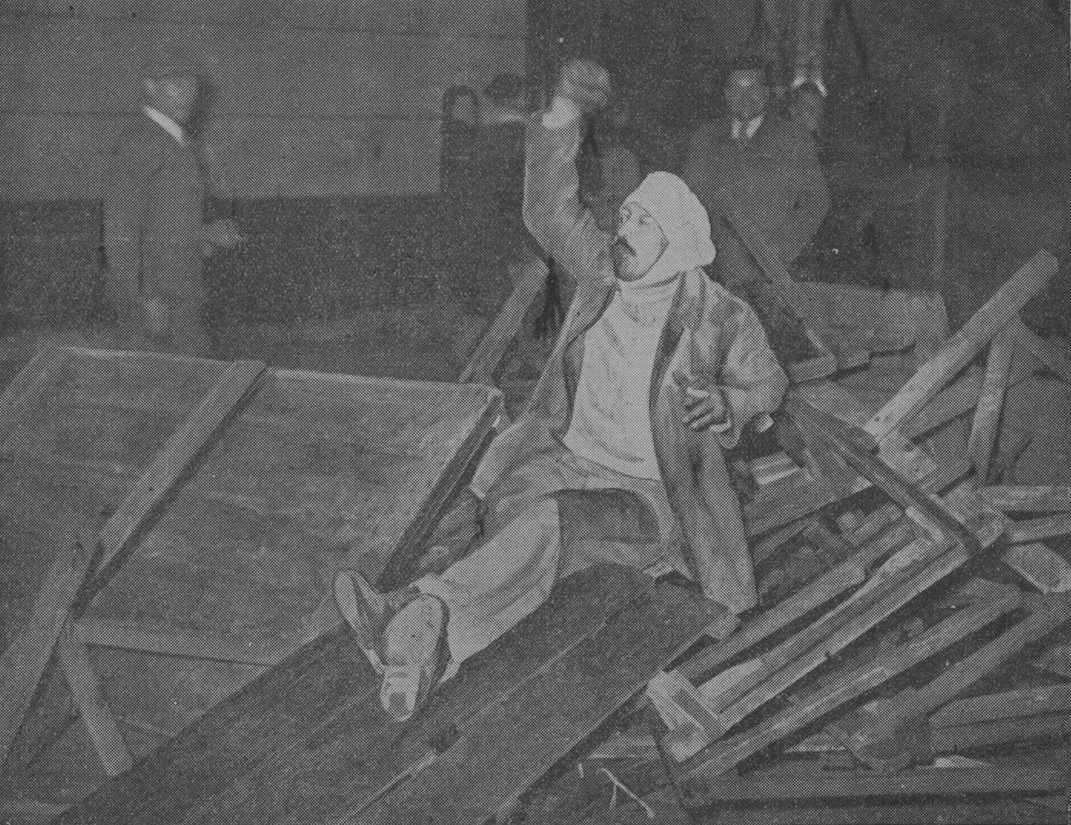
Un manifestant blessé à la tête chante sur la barricade dans Paris-Soir du 18 mars 1937.

Quelques ténors de la Chambre ou dirigeants de parti participent aux débats tels pour la droite Jacques Doriot, qui accuse longuement le PCF, René Dommange, qui souligne l'hypocrisie des partis de gauche, Xavier Vallat, pour la Fédération républicaine, qui dénonce nommément les « signataires de l'affiche incendiaire » et, pour le gauche, Thorez. César Campinchi, au nom des radicaux-socialistes, proclame sa fidélité au Front populaire et au gouvernement mais prône à l'inverse des communistes la « liberté complète de la pensée, de la parole ou de la presse, de réunion » tout en rappelant les mobilisations passées des Croix de Feu qui ont pu inquiéter la gauche. C'est Maurice Honel qui est chargé de préciser la position des communistes ; il justifie son action, attaque le PSF et résume les exigences du PCF. Cela pousse Philippe Henriot, rappelé à l'ordre, à déclarer : « Monsieur le président du conseil, c'est peut-être celui qui est à la tribune qui a tiré sur votre chef de cabinet ». La Chambre repousse trois ordres du jour, à la demande du président du conseil, refuse la mise en place d'une enquête et vote pour un ordre du jour favorable au gouvernement déposé par plusieurs parlementaires de gauche dont le communiste Duclos et le radical-socialiste Campinchi, par 362 voix contre 215 : la majorité parlementaire qui soutient le gouvernement refuse donc de faire imploser le Front populaire à la suite de la fusillade et serre les rangs, pour le moment.
Blum évoque le « drame de Clichy » devant les socialistes parisiens le mois suivant, se félicitant que la classe ouvrière n'a pas rejeté la responsabilité sur le gouvernement et « même sur le régime républicain », justifiant ses décisions et celles de son gouvernement et pointant les erreurs du service d'ordre et le caractère « mystérieux » des premiers coups de feu.

### Interprétations des historiens
Henri Amouroux souligne que « la police d'un gouvernement de gauche avait été attaquée par une foule de gauche ; la police de gauche (?) avait tiré sur une foule de gauche ». Il estime que les événements ont « dépassé la volonté de ceux qui avaient lancé la foule à l'assaut » et que leur bilan a contribué à disloquer le Front populaire, déjà ébranlé.
Pour Danielle Tartakowsky, cette fusillade est le point extrême d'une tension croissante entre deux camps rivaux, partisans du Front populaire d'un côté et adversaires de l'autre, et aussi entre divers manifestants et une police insuffisamment préparée, depuis 1934 au moins. Elle montre aussi une contradiction entre d'une part des manifestations ou contre-manifestations destinées à combattre les adversaires du gouvernement, et d'autre part ce gouvernement chargé de faire respecter la loi et l'ordre républicain.
Pour Philippe Bourdrel et Annie Lacroix-Riz (communiste orthodoxe revendiquée, mais très critique vis-à-vis du Front populaire), la fusillade serait peut-être en partie due à la provocation de membres non identifiés de la Cagoule.
Leur collègue Frédéric Monier estime que « les défaillances du service d’ordre et les provocations de militants d’extrême-droite expliquent que la police tire sur la foule », sans identifier ces militants (des militants d’extrême droite de la Cagoule ou des participants à la réunion du PSF ?).

## Mémoire

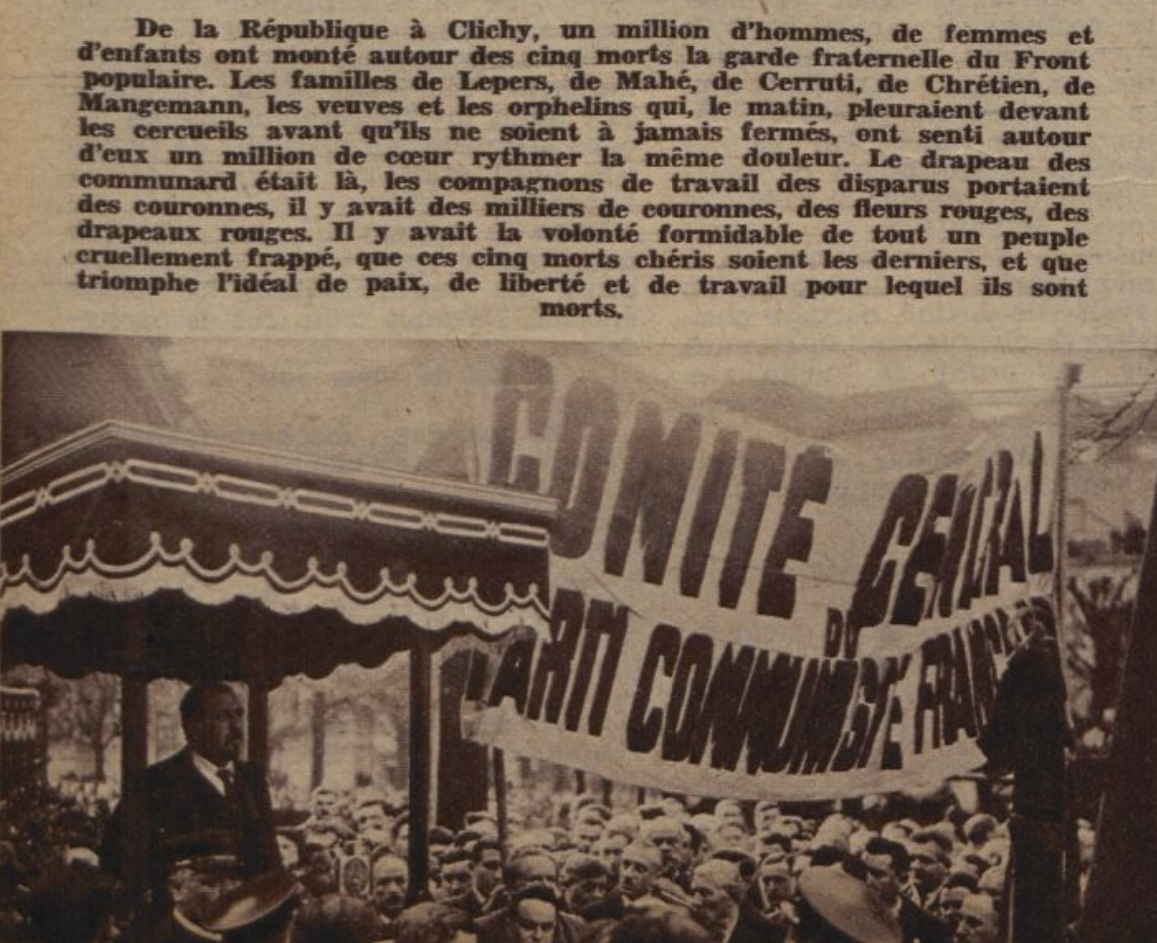
Obsèques des victimes manifestantes le 19 mars 1937 dans Regards du 25 mars 1937.

En février 1940, dans un texte virulent publié dans une brochure à Bruxelles, diffusée clandestinement, alors que le PCF est interdit à la suite du pacte germano-soviétique de non-agression de 1939, Maurice Thorez revient sur ces événements et s'en prend à Léon Blum et ses ministres, notamment le ministre de l'intérieur Max Dormoy : il dénonce la « provocation organisée par le policier Dormoy ». Il qualifie Blum d'« assassin des ouvriers de Clichy » et l'évoque ainsi : « [Blum] sort de sa loge de l'Opéra, raide sous l'habit de cérémonie, guindé dans son plastron, ganté de blanc, le chapeau haut de forme à la main, la pelisse sur les épaules. Une rumeur d'indignation s'élève alors de la foule des parents des blessés, des ouvriers collés contre les grilles de l'hôpital. Plusieurs blessés félicitent avec une ironie amère le chef du gouvernement pour le soin qu'il met à veiller à l'ordre dans la rue, contre les ouvriers ». Il conclut ainsi son texte :

« Blum unit en sa personne l'horreur du socialisme de Millerand, la cruauté de Piłsudski, la sauvagerie de Mussolini, la lâcheté qui engendre des chiens sanglants comme Noske et la haine de Trotski pour l'Union soviétique. La classe ouvrière ne manquera pas de clouer au pilori ce monstre moral et politique. Elle ne manquera pas de condamner et de rejeter avec horreur Blum-le-bourgeois, Blum-la-non-intervention, Blum-la-pause, Blum-l'assassin-de-Clichy, Blum-le-policier, Blum-la-guerre. C'est une condition de la lutte victorieuse pour la paix et pour le socialisme. »

Maurice Thorez vise alors à justifier le pacte de non-agression entre l'Allemagne nazie et l'URSS de Staline, et le refus de la guerre.
Jacques Nobécourt signale que le socialiste Gilles Catoire, prenant ses fonctions de maire de Clichy, affirme faussement le 6 janvier 1985 : « Il y a cinquante ans, le colonel de La Rocque donnait l'ordre à ses troupes de prendre d'assaut la mairie de Clichy ». 
La municipalité socialiste, en souvenir des 70 ans de l'événement, fait apposer en 2007 une plaque à l'angle de la rue Dagobert et de la rue Charles-et-René-Auffray à Clichy, qui confond PSF et Croix de Feu : « Dans cette rue, le 16 mars 1937 au cinéma l'Olympia, une réunion des Croix de Feu a suscité une riposte populaire massive. Il y eut malheureusement 6 morts et 200 blessés ». Aucune commémoration n'a été prévue en 2017 par la municipalité désormais de droite.

#### Sources primaires, témoignages
- Alexandre Zévaès, Clichy en deuil, éditions du Secours populaire, avril 1937 (Lire en ligne) Militant politique qui prend le parti sans nuances des communistes et des éléments les plus radicaux du Front populaire contre le PSF
- Paul Cadeau, « Cinq morts et des centaines de blessés : Clichy, 16 mars 1937 », La Révolution prolétarienne - Revue bimensuelle syndicaliste révolutionnaire, no 244,‎ 10 avril 1937, p. 1-4 (lire en ligne). Revue syndicaliste d'extrême gauche
- Général André Chérasse, La Hurle, la nuit sanglante de Clichy, 16-17 mars 1937, éditions Pygmalion, 1983. Préface de Henri Amouroux (Lire le début en ligne) Témoignage plus ou moins romancé d'un officier de gendarmerie, présent lors de la fusillade

#### Article de presse
- Louis Moulin, « Il y a 80 ans : le Front populaire se déchire dans le sang à Clichy », Le Parisien,‎ 12 mars 2017 (lire en ligne).

#### Ouvrages historiques
- Philippe Bourdrel, La Cagoule : histoire d'une société secrète du Front populaire à la Ve République, Paris, Albin Michel, 1992 (1re éd. 1970), 404 p. (ISBN 2-226-06121-5).
- Frédéric Monier, Le Front populaire, Paris, La Découverte, coll. « Repères » (no 342), 2002, 123 p. (ISBN 2-7071-3402-3).
- Pierre Renouvin (dir.) et René Rémond (dir.), Léon Blum, chef de gouvernement (1936-1937) : colloque de la Fondation nationale des sciences politiques, Paris, 26-27 mars 1965, Paris, Presses de la Fondation nationale des sciences politiques, coll. « Références » (no 3), 1981 (1re éd. 1967, Armand Colin), 439 p. (ISBN 2-7246-0454-7, présentation en ligne), [présentation en ligne].
- Danielle Tartakowsky, Les manifestations de rue en France, 1918-1968, Paris, Publications de la Sorbonne, coll. « Histoire de la France au XIXe-XXe siècle » (no 42), 1997, 869 p. (ISBN 2-85944-307-X, présentation en ligne).